# Pascual Pellicciotta
Pascual Pellicciotta (n. Buenos Aires, Argentina, 20 de julio de 1905 - f. íb.; 28 de octubre de 1985), cuyo nombre a veces aparece como Pascual Pelliciotta o Pascual Pelliciota, fue un actor de cine, radio, televisión y teatro de extensa trayectoria.

## Carrera artística
Actuó en cuadros filodramáticos y en 1922 se incorporó a la compañía Angelina Pagano-Francisco Ducasse actuando en la obra Almas que luchan, de José León Pagano. Tuvo una extensa carrera teatral, en el curso de la cual participó de la representación de Los hermanos Karamazov, Tierra extraña -por la que fue premiado por la Municipalidad de Buenos Aires como mejor actor en 1945- y Madame Sans Gene, entre otras. En la temporada de 1925 en el Teatro Colón trabajó en la representación de la ópera Fedra en el papel de Forbas y encarnó al personaje Tiresias en Las Bacantes. 
El mismo año participó del elenco que daba la obra Lasalle, de José León Pagano, acompañando a Guillermo Battaglia, Obdulia Bouza, Nicolás Fregues, Alfredo Lliri y Alberto Puértolas. 
Participó de giras internacionales y actuó junto a grandes figuras de la escena como Enrique Muiño, Elsa O'Connor, Enrique de Rosas José Franco, Eva Franco y Camila Quiroga.
El 2 de enero de 1936 actuó en la obra teatral La Dama, El Caballero y El Ladrón con María Santos, Eva Duarte, Irma Córdoba, Olimpio Bobbio, Francisco Bastardi, Herminia Franco, Chela Suárez, Margarita Tapia, Adolfo Pisano, Simplicio Álvarez y el propio director de la obra José Franco.
En 1938 trabajó en La Gruta de la Fortuna de Ricardo Hicken junto a Gregorio Cicarelli, Nélida Quiroga, Eva Perón, Nelly Ayllón, Pierina Dealessi, Rafael Firtuoso y Marcos Zucker.
Hacia mayo de 1939 encabezó junto a Eva Duarte (con quien había actuado en sus comienzos como actriz) y a Eva y José Franco la “Compañía de Teatro del Aire”, participando asimismo Ada Pampín y Marcos Zucker para emitir un romance del tipo histórico por Radio Mitre titulado Los Jazmines del Ochenta. Más adelante la compañía pasó a Radio Prieto, donde transmitió Las rosas de Caseros y La estrella del pirata, ambas de Héctor Pedro Blomberg.
Debutó en cine en Los caballeros de cemento (1930) y tuvo papeles destacados en Giácomo (1939) y en El túnel (1952). Se recuerda asimismo su participación en El grito sagrado (1954), dirigido por Luis César Amadori, donde personificó al general Manuel Belgrano. Participó en el filme de Eduardo Mignogna, Evita, quien quiera oír que oiga (1984), aportando sus recuerdos sobre la biografiada.

## Filmografía
Actor
- Evita, quien quiera oír que oiga (1984)
- Procesado 1040 (1983)
- El arreglo (1983)
- La resistencia (cortometraje) (1972)
- Procesado 1040 (1958)
- María Magdalena (1954)
- Se necesita un hombre con cara de infeliz (1954) …Dr. Cazón
- Tren internacional (1954) …Sr. Casaval
- El grito sagrado (1954)
- El vampiro negro (1953)…Gastón
- Deshonra (1952) …Juez
- El túnel (1952)
- El baldío (1952)
- Mi noche triste (1952)
- La indeseable (1951) …Fiscal
- Una mujer sin cabeza (1947)…Médico
- Encadenado (1940) …Ferrer
- Giácomo (1939)
- Atorrante (La venganza de la tierra) (1939)
- La vuelta al nido (1938) …Juancito
- Melodías porteñas (1937) …Torres
- Los caballeros de cemento (1930)

## Televisión
- La pesadilla (1974)
- Cacho de la esquina (Teatro Palmolive del aire) (1973).
- El mundo del espectáculo (serie)
- Mi prima está loca (1968) … Don Vicente
- El anticuario (1961)

## Teatro
- Los maridos engañan de 7 a 9 (1953), con la Compañía Gloria Guzmán- Juan Carlos Thorry- Analía Gadé.
- Colombo (1953), con la compañía de Juan Carlos Thorry y Analía Gadé. Estrenada en el Teatro Smart.